# 馬來西亞民航管理局
马来西亚民航管理局（简称：CAAM），舊稱馬來西亞民航局（简称：DCA）是马来西亚民航部门，总部设在布城，旧总部位于吉隆坡武吉白沙罗。